# Hapalemur alaotrensis

El bandro (Hapalemur alaotrensis) es una especie de primate estrepsirrino de la familia Lemuridae endémica de los cañaverales del lago Alaotra, en el noreste del Madagascar.
El fondo Durrell para la conservación de la vida salvaje tiene al bandro dentro de su programa conservacionista.

## Características
Su cuerpo y cola miden ambos 40 cm en promedio, y pesan entre 1,1 y 1,4 kg, siendo los machos ligeramente más grandes que las hembras. Su denso pelaje similar a la lana es de color marrón grisáceo en su espalda, gris claro en su cara y pecho, y su cabeza y cuello marrón avellana.

## Clasificación
La clasificación del bandro no es única, ya que algunos lo clasifican como una subespecie del Hapalemur griseus, y otros como una especie distinta. Información genética actual no apoya su estatus de especie. Las secuencias de ADN mitocondrial de dos poblaciones de  H. g. griseus y H. g. alaotrensis están interrelacionadas mutuamente en su árbol filogénico. Más aún, las distancias promedio genéticas de las dos especies se encuentran en el rango de comparación intrataxón, y no en el rango de comparación intertaxón. Un resultado final para decidir si son o no especies diferentes requiere más tomas de muestras genéticas, para mejorar la información que se tiene sobre ambas especies. 
GenBank, un repositorio universal de información de secuenciaciones genéticas no acepta el estatus de especie del Bandro, y lo lista como una subespecie.